# Staromodnaja komedija
Staromodnaja komedija (russisk: Старомодная комедия) er en sovjetisk spillefilm fra 1978 af Era Saveljeva og Tatjana Berezantseva.

## Medvirkende
- Alisa Freindlich som Lidija Vasiljevna Zjerber
- Igor Vladimirov som Rodion Nikolaevitj Semjonov